# Paolo Emilio Morgari
Paolo Emilio Morgari (Torino, 1815 – Torino, 1882) è stato un pittore italiano.
Era figlio di Giuseppe (1788 – 1847),  pittore, e di Caterina Maccagno. Anche il fratello Rodolfo, insieme al quale Paolo Emilio lavorò in numerose opere, era pittore. 

## Biografia
Appresi i primi rudimenti dell'arte dal padre, pittore attivo presso la corte dei Savoia, s'iscrisse nel 1830 all'Accademia Albertina di Torino, ove divenne inizialmente un eccellente disegnatore, esperto in particolare in tavole anatomiche. Dopo un lungo viaggio di studio presso le principali Gallerie d'arte italiane, rientrò a Torino. Qui, oltre ad esporre opere di pittura per la Promotrice di Torino, lavorò a lungo per i Savoia e per le chiese di Torino.
Si dedicò anche alla decorazione dell'abside del Duomo di Mondovì, della chiesa parrocchiale di Santhià, di quella di Sant'Andrea a Bra, della cattedrale di Fossano e della cappella n. 22 del Sacro Monte di Varallo.
Decorò anche il salone del nuovo Parlamento di palazzo Carignano a Torino.

## Matrimonio e discendenza
Sposò una pittrice, Clementina Lomazzi (1819 – 1897), dalla quale ebbe tre figli:
- Luigi (1857-1935), pittore
- Beatrice (1858-1936), pittrice
- Oddino (1865-1944). politico socialista.

## Opere
Elenco parziale delle opera di Paolo Emilio Morgari.
| Opera                                                                | Date        | Luogo                                                              | Note                                                                |
| -------------------------------------------------------------------- | ----------- | ------------------------------------------------------------------ | ------------------------------------------------------------------- |
| Bozzetto di sipario, pel teatro di Voghera                           | 1843        | Galleria Nazionale di Parma                                        | Opera realizzata per la Promotrice di Torino                        |
| Ritratto di Carlo Alberto                                            | 1847        |                                                                    | Opera realizzata per la Promotrice di Torino                        |
| Lunetta con Sant'Anselmo                                             | 1853        | Chiesa di San Massimo a Torino                                     |                                                                     |
| Lunetta con San Bernardo                                             | 1853        | Chiesa di San Massimo a Torino                                     |                                                                     |
| Trionfo della Croce                                                  | 1859        | Cupola della chiesa dei Santi Maurizio e Lazzaro a Torino          | affresco                                                            |
| Martirio di san Donato                                               |             | Catino absidale del Duomo di Mondovì                               |                                                                     |
| Affreschi della volta                                                |             | Santuario della Passione                                           | Attiguo alla Chiesa della Visitazione di via XX Settembre in Torino |
| Apoteosi di s. Agata                                                 | 1858 – 1862 | Chiesa parrocchiale di Santhià                                     |                                                                     |
| Il Salvatore e santi                                                 | 1858 – 1862 | Chiesa parrocchiale di Santhià                                     |                                                                     |
| Dogma dell'Immacolata Concezione                                     | 1862        | Sacrestia della chiesa di parrocchiale di Bra                      |                                                                     |
| Glorificazione della Vergine fra gli angeli incoronata dalla Trinità | 1862 - 1863 | Medaglione nella volta del presbiterio della cattedrale di Fossano |                                                                     |
| Altri quattro medaglioni                                             | 1862 – 1866 | Cattedrale di Fossano                                              |                                                                     |